# Gohor
Gohor est une commune roumaine située dans le județ de Galați.